# Фо (Арденны)
Фо (фр. Faux) — коммуна во Франции, находится в регионе Шампань — Арденны. Департамент коммуны — Арденны. Входит в состав кантона Новьон-Порсьен. Округ коммуны — Ретель.
Код INSEE коммуны — 08165.
Коммуна расположена приблизительно в 175 км к северо-востоку от Парижа, в 70 км севернее Шалон-ан-Шампани, в 31 км к юго-западу от Шарлевиль-Мезьера.

## Население
Население коммуны на 2008 год составляло 55 человек.
| 1962 | 1968 | 1975 | 1982 | 1990 | 1999 | 2008 |
| ---- | ---- | ---- | ---- | ---- | ---- | ---- |
| 70   | 68   | 53   | 57   | 60   | 51   | 55   |

## Экономика
В 2007 году среди 32 человек в трудоспособном возрасте (15—64 лет) 29 были экономически активными, 3 — неактивными (показатель активности — 90,6 %, в 1999 году было 75,9 %). Из 29 активных работали 26 человек (16 мужчин и 10 женщин), безработных было 3 (2 мужчин и 1 женщина). Среди 3 неактивных 0 человек были учащимися или студентами, 2 — пенсионерами, 1 был неактивным по другим причинам.

## Фотогалерея

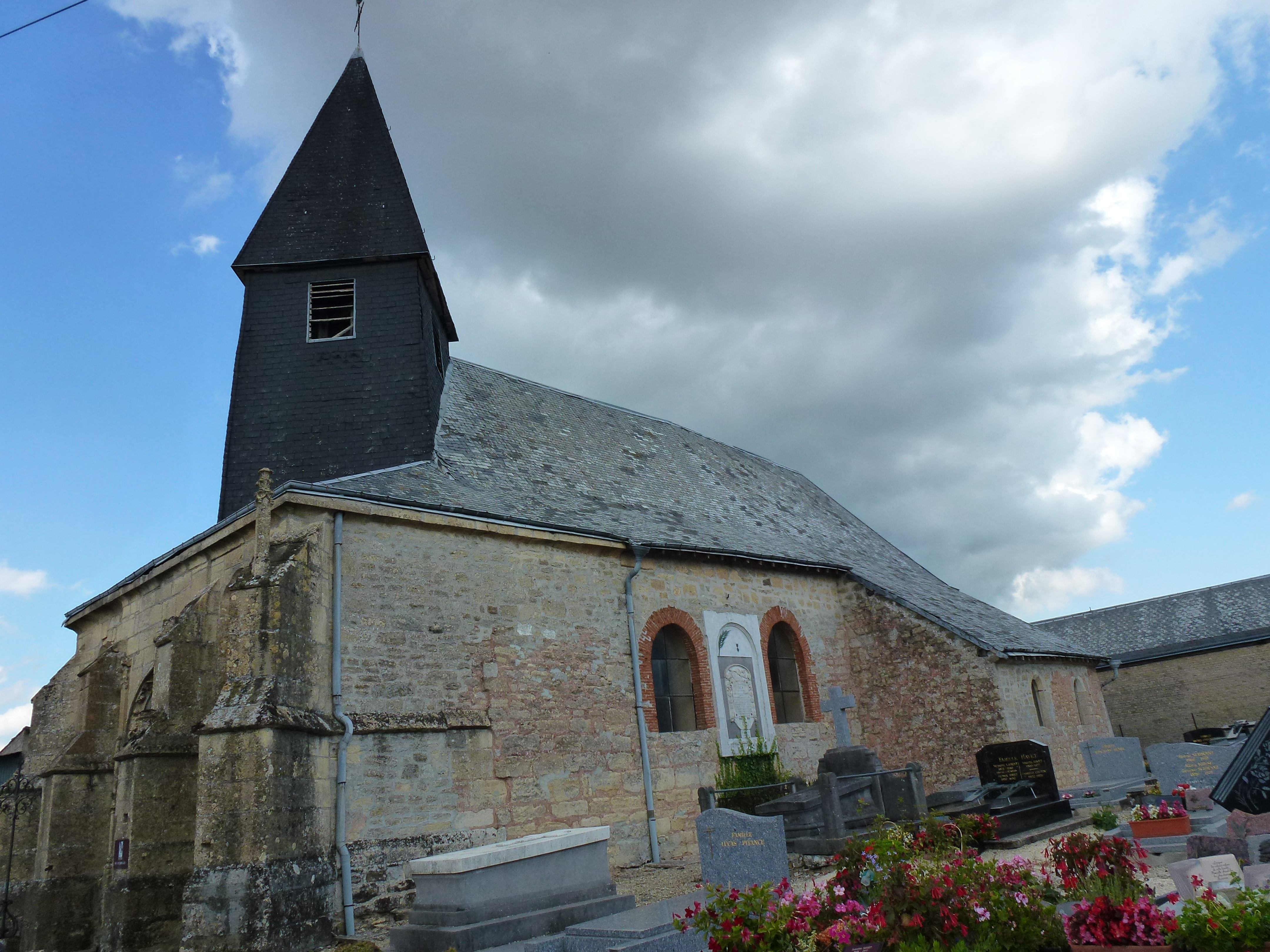
Церковь
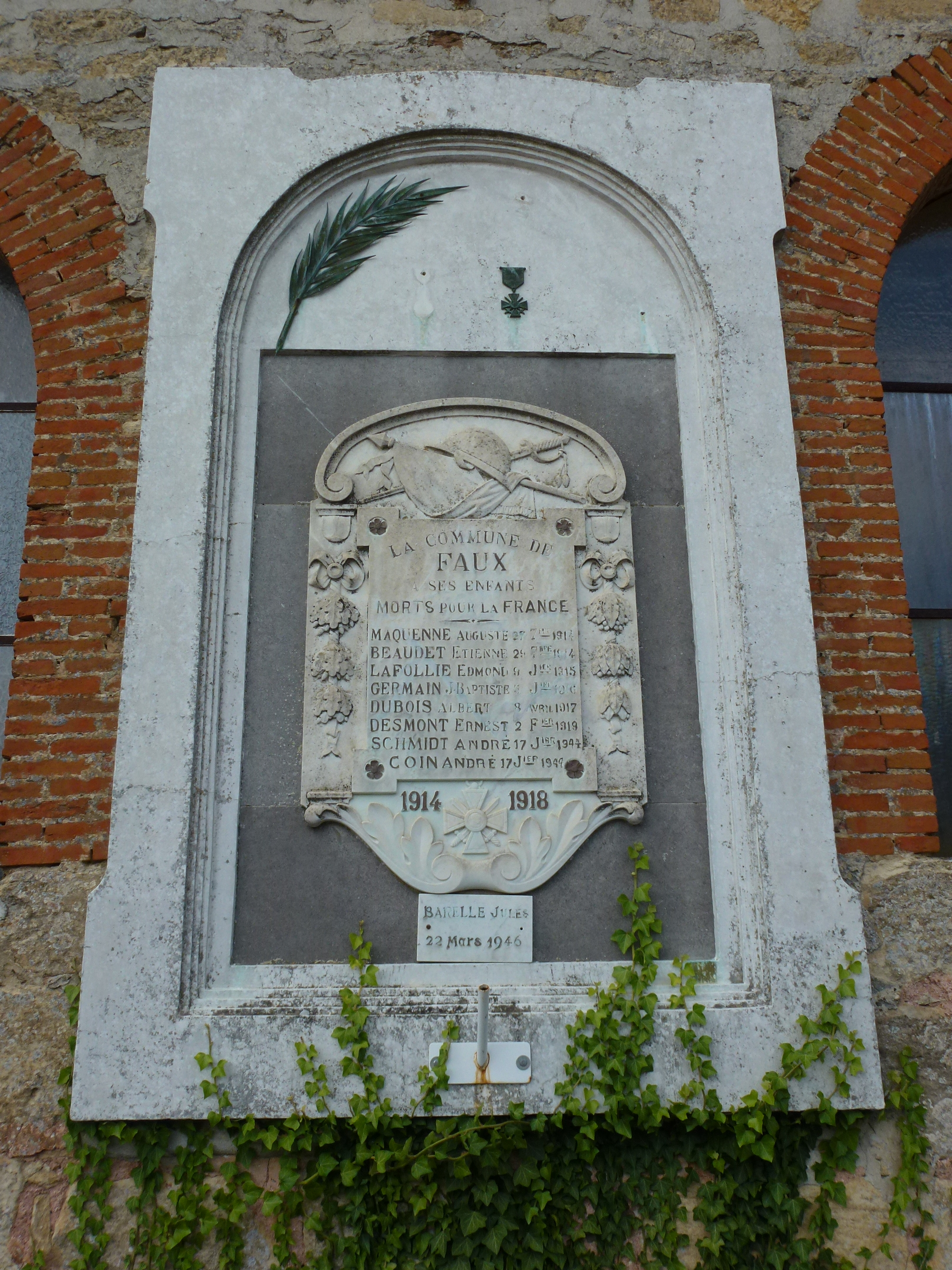
Памятник погибшим в Первой мировой войне
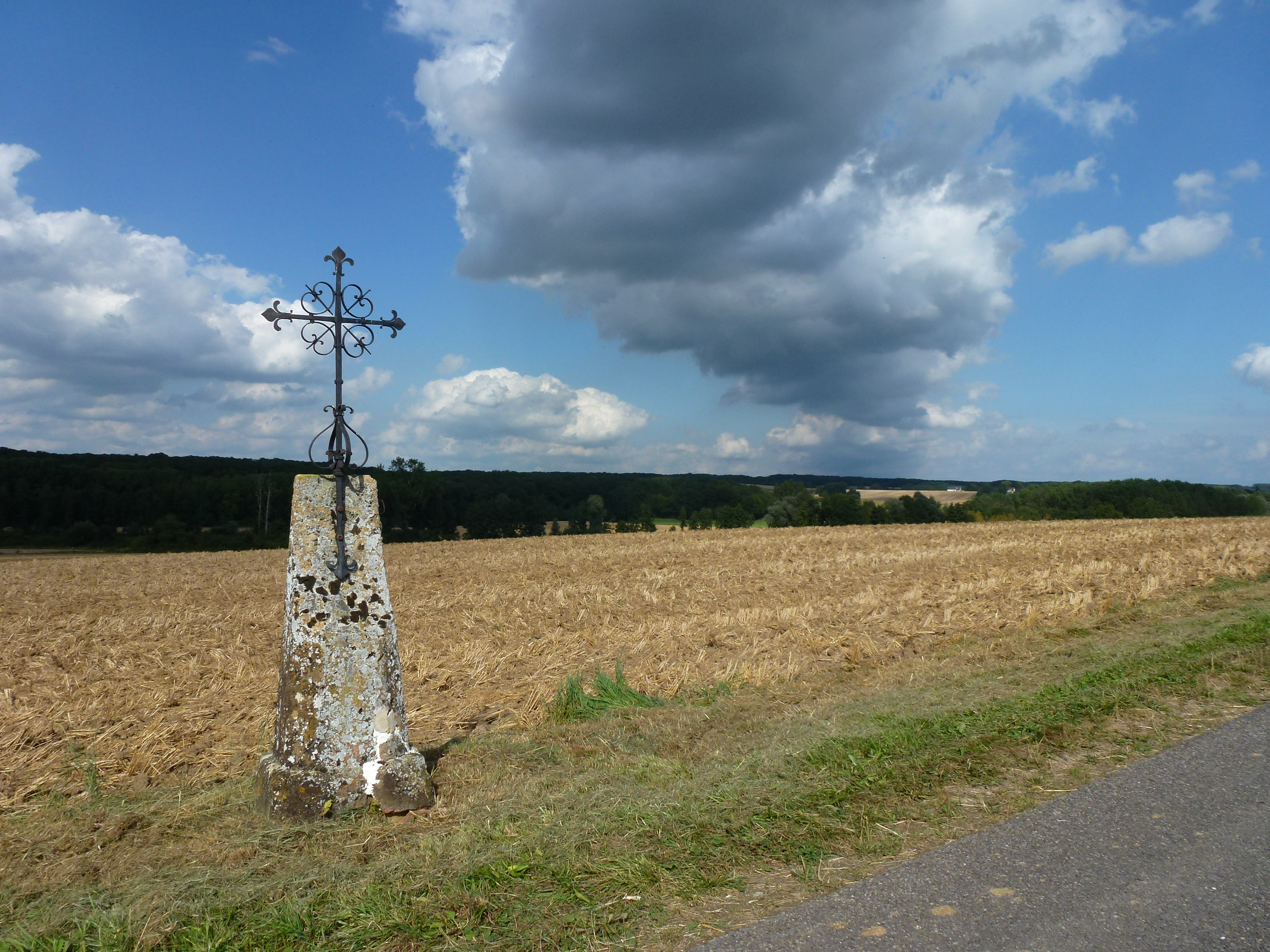
Придорожный крест
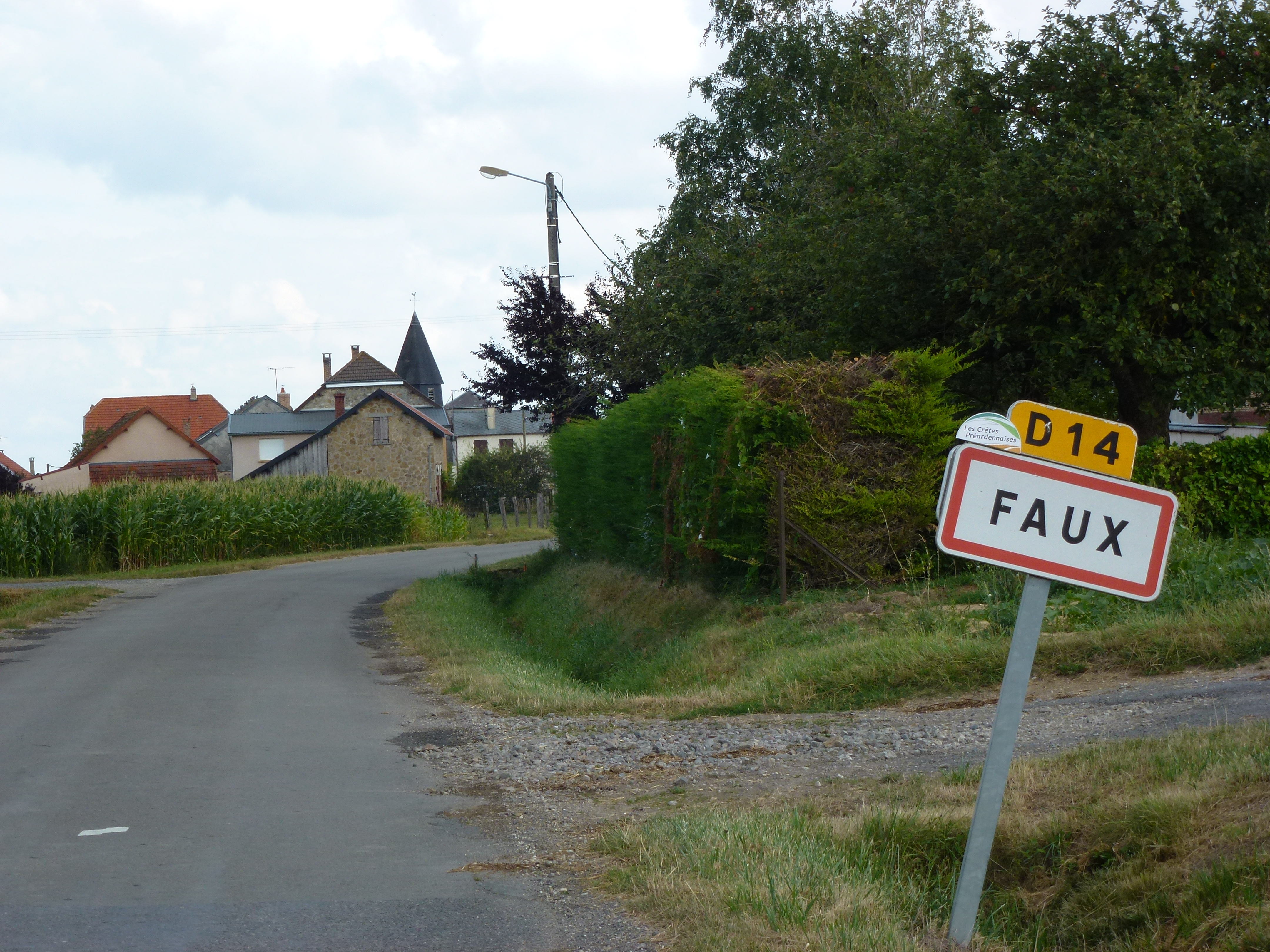
Въезд в Фо